# جامعة بغداد
جامعة بغداد، هي أكبر الجامعات العراقية، تقع في وسط العاصمة بغداد قرب نهر دجلة. تأسست عام 1957 بتمويل من الحكومة العراقية، لكن جذورها تعود إلى عام 1908 مع تأسيس كلية الحقوق (مدرسة الحقوق سابقًا)، ثم إنشاء كليات أخرى مثل دار المعلمين العالية (كلية التربية لاحقًا)، وكلية الطب عام 1927، وكلية الصيدلة والهندسة.
صُممت مباني الجامعة من قبل فالتر غروبيوس، الذي وضع الخطة الرئيسية في الستينيات لبناء حرم جامعي يستوعب 6,800 طالب، ويضم كليات الهندسة والعلوم والفنون. في عام 1982، تم توسيع الحرم الجامعي ليشمل 20,000 طالب مع إضافة مرافق جديدة، حيث شارك المهندسان هشام أشكري وروبرت أوين في تطوير البرنامج الأكاديمي للحرم.
حققت الجامعة ترتيبًا بين المراكز 651-700 في تصنيف QS لعام 2019، والمراكز 801-1000 في تصنيف The Times Higher Education لنفس العام.

## تاريخ

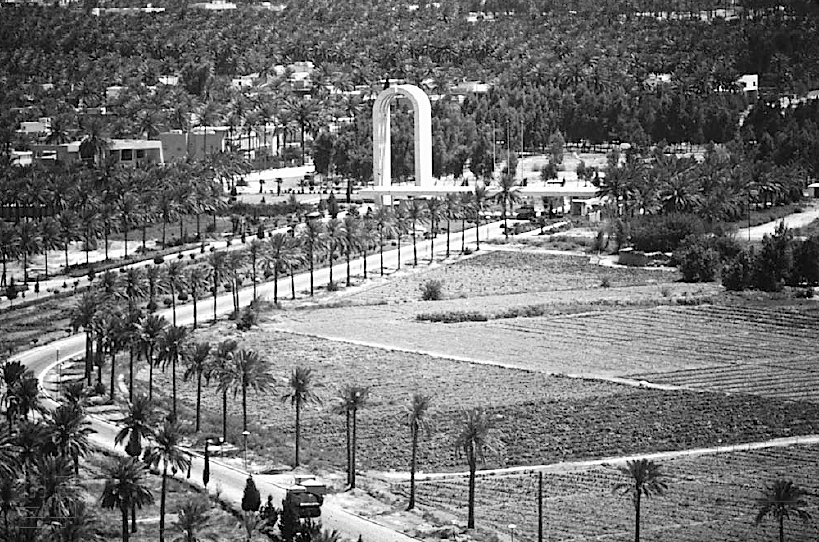
صورة لبوابة الجامعة عند الانتهاء من تشييدها في عقد الستينيات

تأسست كلية الحقوق، وهي أقدم المؤسسات الحديثة التي أصبحت أولى الكليات المكونة لجامعة بغداد، في عام 1908.
تأسست كلية الهندسة في عام 1921، وكلية المعلمين العليا وكلية التربية الأدنى في عام 1923، وكلية الطب في عام 1927، وكلية الصيدلة في عام 1936. ,في عام 1942، تم تأسيس أول مؤسسة تعليمية عليا للبنات، وهي كلية الملكة علياء. في عام 1943، ظهرت مقترحات لإنشاء كليات جديدة أخرى، مما أدى إلى تأسيس كلية الآداب وكلية العلوم في عام 1949، وكلية أبو غريب للزراعة في عام 1950.
تم تكليف بناء الجامعة من قبل الحكومة الملكية العراقية في أواخر الخمسينيات، ويقع مبناها على ضفاف نهر دجلة. صممت المباني من قبل والتر غروبيوس، ولويس ماكميلين، وروبرت ماكميلان من شركة "Architects' Collaborative"، وبدأت أعمال البناء عام 1959 وانتهت عام 1960. شملت الخطة الرئيسية للمعماريين للحرم الجامعي الجديد مدارس الهندسة والعلوم والآداب الحرة لإجمالي 6800 طالب.
توسع الحرم الجامعي في عام 1982 لاستيعاب 20,000 طالب. وطور المعماريان هشام ن. أشكوري وروبرت أوين برنامج المساحات الأكاديمية للحرم الجامعي بالكامل.
عانت جامعة بغداد من غزو العراق في عام 2003 والاحتلال اللاحق، حيث ترك أكثر من 90٪ من طلابها بعض الفصول الدراسية.
في سبتمبر 2018، أدرجت الجامعة في تصنيف "تايمز" للتعليم العالي العالمي للجامعات لأول مرة، وهو تصنيف سنوي لأفضل 1250 جامعة في العالم.

## المجمعات الخاصة

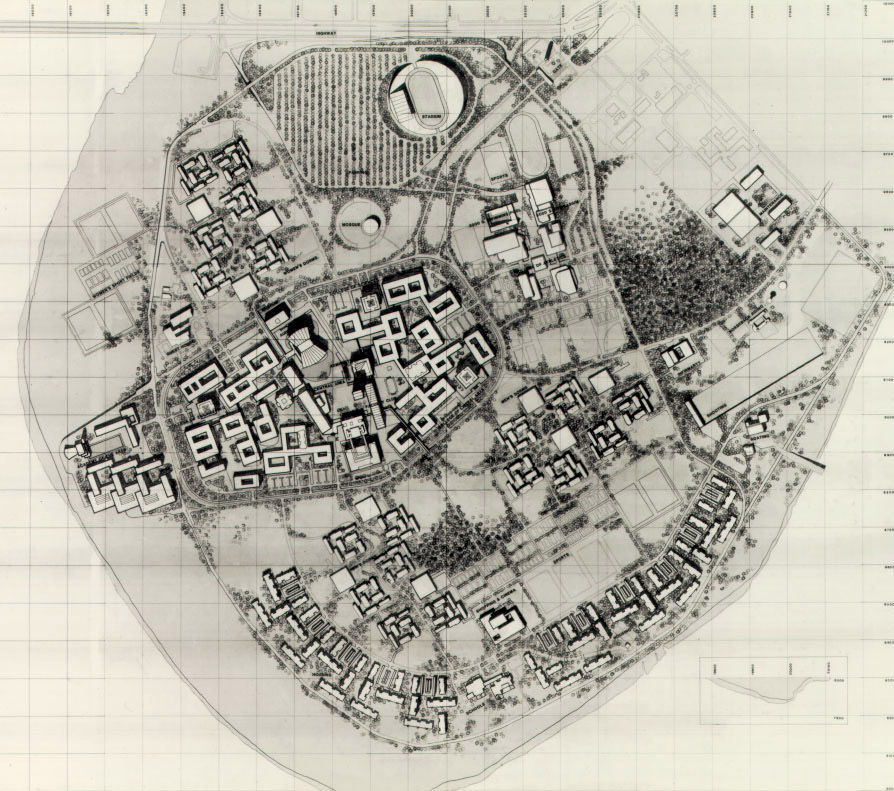

تتوزع الكليات والمراكز والمعاهد التابعة لجامعة بغداد على 6 مجمعات هي:
1.مجمع الجادرية:
- الكليات: كلية الهندسة وكلية الهندسة الخوارزمي وكلية العلوم وكلية العلوم للبنات وكلية العلوم السياسية وكلية التربية الرياضية وكلية التربية للبنات وكلية الإعلام وكلية الزراعة وكلية الطب البيطري وكلية الزراعة.
- المعاهد: معهد الليزر للدراسات العليا ومركز التخطيط الحضري والاقليمي للدراسات العليا ومعهد الهندسة الوراثية والتقنية الاحيائية للدراسات العليا والمعهد العالي للدراسات المحاسبية والمالية.
- المراكز البحثية: مركز إحياء التراث العلمي العربي ومركز الدراسات الاستراتيجية والدولية ومركز البحوث التربوية والنفسية ومركز بحوث السوق وحماية المستهلك، ومركز الوطني للدراسات السكانية والديموغرافية ، مركز دراسات المرأة.
- المراكز الخدمية: مركز الحاسبة الإلكترونية، مركز التطوير والتعليم المستمر، ومركز ابن سينا للتعليم الالكتروني.

2.مجمع باب المعظم:
- الكليات: كلية الطب وكلية طب الأسنان وكلية الصيدلة وكلية التمريض وكلية التربية ابن رشد وكلية الآداب وكلية اللغات وكلية العلوم الاسلامية.
- المراكز: مركز بحوث ومتحف التاريخ الطبيعي .

3.منطقة الوزيرية: كلية الفنون الجميلة وكلية التربية الرياضية للبنات وكلية القانون وكلية الإدارة والاقتصاد.
4.منطقة الأعظمية: كلية التربية ابن الهيثم.
5. مجمع أبو غريب :كلية الطب البيطري وسابقاً كان يضم كلية الزراعة.
6. منطقة النهضة: كلية طب الكندي والمستشفى التعليمي الملحق بها (مستشفى الكندي).

## متحف جامعة بغداد
هو متحف أسس عام 2007 بتوجيه من رئيس جامعة بغداد آنذاك الأستاذ موسى الموسوي بتأهيل المتحف وتجديده وفقاً لموافقات فنية وجمالية عالية الجودة وأعيد افتتاحه سنة 2013، ويضم أكثر من 300 صور تمثل المراحل التاريخية للجامعة منذ تأسيسها عام 1957.

## قسم شؤون الطلبة والتصديقات
ان قسم شؤون الطلبة والتصديقات هو أحد الاقسام الاساسية في تنظيم جامعة بغداد، وذلك مسؤوليته تتصل بالمحور الرئيسي لنشاط الجامعة الا وهو الطلبة والخريجين. وان الجذور التاريخية لتاسيس هذا القسم تمتد إلى تاريخ تاسيس الجامعة في العام 1957.

## رؤساء الجامعة
- 5/10/1957 - 1958/8/1 د. متي عقراوي
- 19/3 /1959 - 8 /3 /1963 د.عبد الجبار عبد الله
- 10/9 /1966 - 7 /8 /1968 د.عبد العزيز الدوري
- 9 /9 /1968 - 8 /8 /1970 د.جاسم محمد خلف السامرائي
- 8 /8 /1970 - 1 /3 /1971 د.عبد اللطيف البدري
- 15/6 /1971 - 23/1 /1974 د.سعد عبد الباقي الراوي
- 14/3 /1974 - 15/10/1977 د.طه إبراهيم العبد الله
- 18/10/1977 - 1 /3 /1978 د.سلطان عبد القادر الشاوي
- 27/12/1981 - 30/6 /1990 د.طه تايه ذياب النعيمي
- 1990/7/10 - 1991/2/28 د.عادل شاكر الطائي / وكالة
- 1991/3/1 - 1993/10/10 د.خضر جاسم الدوري/ وكالة
- 1993/11/1 - 1999/6/20 د.عبد الإله يوسف الخشاب
- 12/6 /1999 - 7/30 /2003 د.محمد عبد الله الراوي
- 2003/5/24 - 2003/9/28 د.سامي المظفر
- 2012/11/20-2003/9/28 أ.د. موسى جواد عزير الموسوي
- 2019/5/19-2012/11/20 أ.د. علاء عبد الحسين الكشوان
- 2019/5/20- 2019/11/6 قصي السهيل «وزير التعليم العالي» من موقع أدنى.
- 2019/11/6- 2020/8 عماد حسين مرزه حسين ".
- 2020/8 - 2024/1 د. منير حميد السعدي
- 2024/1 - ولغاية الان د. بهاء ابراهيم إنصاف

## أساتذة بارزون
- داود سلوم - أديب عراقي، عمل رئيسًا لقسم اللغة العربية بالجامعة.
- حلمي سمارة - عالم رياضيات وفيزياء فلسطيني، ساهم عام 1949 في تأسيس كلية العلوم في الجامعة، وفي عام 1952 أسس "قسم الرياضيات" بالجامعة بشكلٍ مستقلٍ وكان أولُ رئيسٍ للقسم.[13][14][15]
- عبد المجيد تايه - طبيب فلسطيني، عمل أستاذًا في كلية الطب بالجامعة.[16]
- غسان حداد - اقتصادي سوري، كان أستاذًا للاقتصاد العربي والدولي بالجامعة.

## من خريجي الجامعة
- أحمد عوض بن مبارك - رئيس وزراء اليمن
- محمد الكبيسي - عالم إسلامي
- هشام ن. أشكوري - مهندس معماري
- سيروان بابان - وزير في حكومة إقليم كردستان
- فينوس فائق (مواليد 1963)، كاتبة وصحفية وشاعرة هولندية من أصل كردي عراقي.
- عبد الرحمن البزاز - رئيس وزراء العراق الأسبق
- مظفر النواب - شاعر وكاتب عراقي
- عماد زكي يحيى - مستشار بترولي دولي ورئيس سابق لهندسة المكامن في وزارة النفط
- سعدون الدليمي - وزير دفاع عراقي سابق
- سلوى جراح - مؤلفة ومذيعة في بي بي سي العربية
- غانم الجميلي - أستاذ الهندسة في جامعة جنوب نيو هامبشاير؛ السفير العراقي السابق في السعودية
- غسان محسن – دبلوماسي وفنان
- أحمد عبيدات – رئيس وزراء الأردن الأسبق
- سنان الشبيبي – محافظ البنك المركزي العراقي الأسبق
- رحاب طه – رئيسة قسم الأسلحة البيولوجية
- جلال الطالباني – رئيس العراق الأسبق
- عبد الرحمن وحيد – رئيس إندونيسيا الأسبق
- دوني جورج يوخنا – عالم آثار
- منتظر الزيدي – صحفي
- هاشم جاسين – زعيم روحي (مجلس الشورى) للحزب الإسلامي الماليزي
- سعاد جواد – "ملكة الدبلجة"
- عقيل الموسوي – طبيب أسنان وروائي ومصور
- حازم عبد الله خضر – مؤرخ وباحث متخصص في الأدب العربي الأندلسي.

## وصلات خارجية
- موقع جامعة بغداد الرسمي
- موقع قسم شؤون الطلبة والتصديقات /جامعة بغداد
- موقع هندسة جامعة بغداد
- موقع كلية التربية\ابن رشد
- موقع كلية الفنون الجميلة
- موقع كلية الطب
- موقع كلية طب الأسنان
- موقع كلية الصيدلة
- موقع كلية العلوم
- موقع كلية الاداب
- موقع كلية طب البيطري
- موقع كلية التربية الرياضية
- موقع كلية التمريض
- موقع كلية العلوم الإسلامية
- موقع كلية التربية للبنات
- موقع كلية العلوم السياسية
- موقع كلية اللغات
- موقع كلية التربية الرياضية للبنات
- موقع كلية طب الكندي
- موقع كلية الهندسة الخوارزمي
- موقع كلية العلوم للبنات
- موقع كلية الاعلام
- موقع كلية الزراعة